# 野上浩太郎
野上 浩太郎（のがみ こうたろう、1967年〈昭和42年〉5月20日 - ）は、日本の政治家。自由民主党所属の参議院議員（4期）。
富山県議会議員（1期）、財務大臣政務官、参議院文教科学委員長、国土交通副大臣、内閣官房副長官、農林水産大臣（第64代）、自由民主党参議院国会対策委員長などを歴任した。

## 来歴

### 生い立ち
富山県富山市生まれ（現住所は同市堀川町）。富山市立堀川小学校、富山市立堀川中学校、富山県立富山高等学校、慶應義塾大学商学部（国際経済学専攻）卒業。大学卒業後の1992年（平成4年）、三井不動産（都市開発事業部）に入社。1998年、祖父が創業した地元、新富自動車株式会社に入社。

### 政治家として
1999年（平成11年）、富山県議会議員選挙に富山市選挙区から出馬し、初当選した。2001年（平成13年）、富山県議を任期途中で辞職。第19回参議院議員通常選挙に自由民主党公認で富山県選挙区から出馬し、当選した。2005年（平成17年）、第3次小泉改造内閣で財務大臣政務官に任命された。
2007年（平成19年）の第21回参議院議員通常選挙では自民党公認で富山県選挙区から出馬したが、国民新党の綿貫民輔の支持を受ける、同い年の新人で、無所属の森田高（民主党・社会民主党・国民新党推薦）に3万票弱の差で敗れ、落選した。
2010年（平成22年）、第22回参議院議員通常選挙に富山県選挙区から自民党公認で出馬し、民主党公認の相本芳彦を破り、3年ぶりに国政に復帰した。2011年（平成23年）、参議院文教科学委員長に就任。2013年（平成25年）、第2次安倍内閣で国土交通副大臣（安全・危機管理、海上保安関係施策、国土政策、都市、道路、海事、港湾、航空、北海道開発および国際関係施策の総括業務の担当）に任命され、2014年（平成26年）9月まで務めた。
2016年、第24回参議院議員通常選挙に富山県選挙区から出馬し、3回目の当選。同年8月3日、第3次安倍第2次改造内閣にて内閣官房副長官に任命され、2017年（平成29年）11月1日に成立した第4次安倍内閣、2018年（平成30年）10月2日に成立した第4次安倍改造内閣で再任された。
2018年（平成30年）10月16から20日まで、安倍首相のスペイン、フランス、ベルギー訪問に同行。各地で首相会談に関する記者会見を行った。
2019年（令和元年）9月、第4次安倍第2次改造内閣発足に伴い、3年間務めた内閣官房副長官を退任し、自由民主党参議院幹事長代行、選挙対策副委員長に就任した。
2020年（令和2年）9月16日、菅義偉内閣で農林水産大臣に就任した。
同年11月22日、自由民主党富山県連会長に就任した。
2021年（令和3年）10月4日、自由民主党参議院幹事長代行に就任した。
2022年（令和4年）8月10日、自由民主党参議院国会対策委員長に就任した。
2024年（令和6年）1月10日、自民党は派閥の政治資金パーティーをめぐる問題を受けて、臨時の総務会を開催。再発防止策などを検討するため、「政治刷新本部」の設置を決めた。安倍派からは岡田直樹、野上浩太郎、佐々木紀、髙階恵美子、上野通子、太田房江、松川るい、吉川有美、藤原崇、高橋はるみの10議員がメンバー入りした。同年1月13日、この10議員のうち、髙階を除く9人がパーティー収入の一部を政治資金収支報告書に記載せず裏金にしていた疑いがあることが明らかとなった。1月19日、報道陣の取材に応じ、安倍派から2019年から2021年にかけての3年間で100万円のキックバックを受け裏金にしていたことを明かした。1月26日に自由民主党参議院国会対策委員長を退任した。2月3日には問題の責任を取り、自由民主党富山県連会長を辞任した。

## 人物・不祥事

### 統一教会との関係
- 2006年5月、統一教会（現・世界平和統一家庭連合）の関連団体である天宙平和連合（UPF）が集団結婚を兼ねた「祖国郷土還元日本大会」を国内12か所で開催[16][17]。このうち名古屋市で行われた大会に祝電を送った[18]。
- 2022年7月から8月にかけて、共同通信社は、全国会議員712人を対象に、統一教会との関わりを尋ねるアンケートを実施。8月31日に各議員の回答の全文を公表した。岸田文雄首相は8月8日の自民党臨時役員会で、統一教会をめぐり「政治家の責任で関係をそれぞれ点検し、適正に見直してもらいたい」と述べ、党所属国会議員全員に通達するよう指示[19]しながらも、自身はアンケートに答えることを拒否した[注 1]。野上もアンケートに答えることを拒否した[24][25]。
- 2023年1月21日、共同通信社は全国の自民党都道府県連に対して行ったアンケートの結果を発表。野上が会長を務める党富山県連は、同年春の統一地方選挙で立候補予定者を公認・推薦する際、統一教会との接点や関係遮断の意思を確認しない方針であることを示した[26]。自民党は2022年10月25日にガバナンス・コードと呼ばれる党行動指針を改訂し、都道府県連に対し統一教会との関係遮断の徹底を通知したが[27]、富山を含む12県連は党本部の指令に従わないことが明らかとなった[26]。

### 政務活動費還流疑惑
2016年に発覚した富山県議や市議、高岡市議が架空の領収書を使い政務活動費を不正請求して18人の議員が辞職した事件で、野上の政党支部にこの資金が一部還流した疑惑が浮上した。2011年、野上の政党支部に自民党所属の県議のほぼ全員が3万円ほどを寄付したが、職業が何故か「会社役員」となっているなどの不可解な点が指摘された。

### 政治資金パーティー収入の裏金問題
2023年12月1日、朝日新聞が、自民党5派閥の政治資金パーティーをめぐる問題で、清和政策研究会（安倍派）が、所属議員が販売ノルマを超えて集めた分の収入を裏金として議員側にキックバックする運用を組織的に続けてきた疑いがあるとスクープした。安倍派は2018年から2022年に毎年1回パーティーを開き、計6億5884万円の収入を政治資金収支報告書に記載している。一方、収入・支出のいずれにも記載していない裏金の総額は直近5年間で1億円を超えるとされ（のちに5億円に修正）、共同通信は「実際のパーティー収入は少なくとも8億円前後に膨らむ可能性がある」と報じた。清和政策研究会の政治資金収支報告書の記載内容は下記のとおり。
| 年月日        | パーティー名                 | 会場               | 収入        | 購入者数 | 出典 |
| ------------- | ---------------------------- | ------------------ | ----------- | -------- | ---- |
| 2018年5月22日 | 清和政策研究会との懇親の集い | 東京プリンスホテル | 2億802万円  | 7,021人  | [38] |
| 2019年5月21日 | 清和政策研究会との懇親の集い | 東京プリンスホテル | 1億5338万円 | 5,177人  | [39] |
| 2020年9月28日 | 清和政策研究会との懇親の集い | 東京プリンスホテル | 1億262万円  | 3,464人  | [40] |
| 2021年12月6日 | 清和政策研究会との懇親の集い | 東京プリンスホテル | 1億2万円    | 3,376人  | [41] |
| 2022年5月17日 | 清和政策研究会との懇親の集い | 東京プリンスホテル | 9480万円    | 3,200人  | [33] |
| （合計）      |                              |                    | 6億5884万円 |          |      |
パーティー券は通常1枚2万円であるため、販売枚数が推計できるが、枚数に対する購入者の比率は2018年から2022年にかけてすべて「0.675」で統一されている。日本大学名誉教授の岩井奉信は「絶対にあり得ない」とし、安倍派は政治資金収支報告書に架空の購入者数を記入したとみられる。
同年12月22日、安倍派においては、議員側の「中抜き」を含む3つのパターンで裏金づくりを行っていたことが関係者の証言により明らかとなった。12月25日、安倍派では少なくとも参議院議員選挙があった2019年と2022年に開いたパーティーについて、改選となる参議院議員に販売ノルマを設けず、集めた収入を全額キックバックしていたことが報道により明らかとなった。
2024年1月13日、自民党が同月に設置した「政治刷新本部」をめぐり、安倍派からメンバー入りした岡田直樹、野上浩太郎、佐々木紀、髙階恵美子、上野通子、太田房江、松川るい、吉川有美、藤原崇、高橋はるみの10議員のうち、髙階を除く9人がパーティー収入の一部を裏金にしていた疑いがあること明らかとなった。1月19日、報道陣の取材に応じ、安倍派から2019年から2021年にかけての3年間で100万円のキックバックを受け裏金にしていたことを明かした。

### 人物
- 中学校から大学までバスケットボールに打ち込み、高校時代には、インターハイへの出場経験がある[49]。

## 政策・主張

### 憲法
- 憲法改正について、2016年のアンケートで「賛成」と回答[50]。
- 9条改憲について、2016年の毎日新聞社のアンケートで回答しなかった[51]。

### 外交・安全保障
- 「他国からの攻撃が予想される場合には先制攻撃もためらうべきではない」との問題提起に対し、2016年のアンケートで「どちらかと言えば賛成」と回答[50]。
- 「北朝鮮に対しては対話よりも圧力を優先すべきだ」との問題提起に対し、2016年のアンケートで「どちらとも言えない」と回答[50]。
- 安全保障関連法の成立について、2016年の毎日新聞社のアンケートで「今の法制でよい」と回答[51]。
- 普天間基地の移設問題について、2016年の毎日新聞社のアンケートで「名護市辺野古に移設すべき」と回答[51]。

### ジェンダー
- 選択的夫婦別姓制度の導入について、2016年のアンケートで「どちらかと言えば反対」と回答[50]。
- 同性婚を可能とする法改正について、2016年のアンケートで「どちらかと言えば反対」と回答[50]。
- クオータ制の導入について、2016年のアンケートで「どちらとも言えない」と回答[50]。

### その他
- 永住外国人への地方参政権付与について、2016年のアンケートで「どちらかと言えば反対」と回答[50]。
- 首相の靖国神社参拝について、2016年のアンケートで「どちらかと言えば賛成」と回答[50]。
- 「治安を守るためにプライバシーや個人の権利が制約されるのは当然だ」との問題提起に対し、2016年のアンケートで「どちらかと言えば賛成」と回答[50]。
- 「原子力発電所は日本に必要だと思うか」との問いに対し、2016年の毎日新聞社のアンケートで「必要」と回答[51]。
- 2016年の米国大統領選挙について「ドナルド・トランプとヒラリー・クリントンのどちらを支持するか」との問いに対し、2016年の毎日新聞社のアンケートで「どちらとも言えない」と回答[51]。
- 2016年2月8日、高市早苗総務大臣は、放送局が政治的公平性を欠く放送を繰り返した場合、放送法4条違反を理由に電波停止を命じる可能性に言及した[52][53]。安倍晋三首相は2月15日の衆議院予算委員会で野党の批判に反論し、高市の発言を擁護した[54]。政府の姿勢をどう思うかとの問いに対し、2016年の毎日新聞社のアンケートで「問題とは思わない」と回答[51]。

## 所属団体・議員連盟
- 自民党たばこ議員連盟[55]
- ボーイスカウト振興国会議員連盟（理事）
- 日本会議国会議員懇談会[56]
- 神道政治連盟国会議員懇談会[56]
- 創生「日本」[56]
- 平和を願い真の国益を考え靖国神社参拝を支持する若手国会議員の会
- TPP交渉における国益を守り抜く会
- 全ての女性の安心・安全と女子スポーツの公平性を守る議員連盟（副代表）[57]

## 家族・親族
- 父は元衆議院議員の野上徹[6]。

## 支援団体
- 全国たばこ販売政治連盟（2022年参院選組織推薦候補者）[58]

## 選挙歴
| 当落 | 選挙                     | 執行日         | 年齢 | 選挙区       | 政党       | 得票数     | 得票率 | 定数 | 得票順位 /候補者数 | 政党内比例順位 /政党当選者数 |
| ---- | ------------------------ | -------------- | ---- | ------------ | ---------- | ---------- | ------ | ---- | ------------------ | ---------------------------- |
| 当   | 1999年富山県議会議員選挙 | 1999年4月11日  | 31   | 富山市選挙区 | 自由民主党 | 1万4605票  | 9.49%  | 13   | 2/14               | /                            |
| 当   | 第19回参議院議員通常選挙 | 2001年07月29日 | 34   | 富山県選挙区 | 自由民主党 | 33万7002票 | 65.77% | 1    | 1/4                | /                            |
| 落   | 第21回参議院議員通常選挙 | 2007年07月29日 | 40   | 富山県選挙区 | 自由民主党 | 26万5882票 | 45.70% | 1    | 2/3                | /                            |
| 当   | 第22回参議院議員通常選挙 | 2010年07月11日 | 43   | 富山県選挙区 | 自由民主党 | 32万2739票 | 56.23% | 1    | 1/3                | /                            |
| 当   | 第24回参議院議員通常選挙 | 2016年07月10日 | 49   | 富山県選挙区 | 自由民主党 | 33万9055票 | 69.24% | 1    | 1/3                | /                            |
| 当   | 第26回参議院議員通常選挙 | 2022年07月10日 | 55   | 富山県選挙区 | 自由民主党 | 30万2951票 | 68.77% | 1    | 1/6                | /                            |